# Агеева, Руфь Александровна
Руфь Александровна Агеева (25 сентября 1938, Чимкент, Южно-Казахстанская область, СССР — 14 декабря 2022, Московская область) — советский и российский ономатолог (ономаст), филолог и топонимист. Кандидат филологических наук, заместитель председателя Топонимической комиссии Московского центра Русского географического общества.

## Биография
В 1960 году окончила романо-германское отделение Филологического факультета Московского государственного университета.
Работала в Библиотеке иностранной литературы, Институте научной информации по общественным наукам (ИНИОН) Академии наук СССР, Институте народов России, Московском государственном лингвистическом университете.
В настоящее время является заместителем председателя (учёным секретарём) Топонимической комиссии Русского географического общества, ведущим научным консультантом Информационно-исследовательского центра «История фамилии», научным редактором в издательстве «Academia», входит в состав Городской межведомственной комиссии по наименованию территориальных единиц, улиц, станций метрополитена, организаций и других объектов города Москвы.
Руфь Александровна Агеева умерла в ночь 14 декабря 2022 года на 85-м году жизни после срочной хирургической операции в одной из подмосковных клиник.

## Научная деятельность
В сферу научных интересов Р. А. Агеевой входят ономастика, сравнительно-историческое языкознание, этнография, история, география.
Является автором и соавтором более 10 книг и словарей по теории ономастики, по русской топонимике, этнонимике и гидронимике.

## Основные публикации

### Монографии
- Происхождение имён рек и озёр. — М.: Наука, 1985. — 146 с.
- Страны и народы : происхождение названий / Отв. ред. Э. М. Мурзаев; АН СССР. — М.: Наука, 1990. — 254, [2] с.
  - Страны и народы : происхождение названий. 2-е изд., испр. и доп. — М.: Армада-пресс, 2002. — 320 с.
- Гидронимия Русского Северо-Запада как источник культурно-исторической информации / Отв. ред. Н. И. Толстой; АН СССР, ИНИОН. — М.: Наука, 1989. — 252, [2] с.
  - Гидронимия Русского Северо-Запада как источник культурно-исторической информации. 2-е изд. — М., 2004.
- Какого мы роду-племени? : Народы России: имена и судьбы : Словарь-справочник / Отд-ние лит. и яз. Российской академии наук, Центр яз. и культур Сев. Евразии им. кн. Н. С. Трубецкого. — М.: Academia, 2000. — 422 с.

### Издания в соавторстве
- Красная книга языков народов России: Энцикл. слов.-справ. = The red book of the languages of Russia: The encyclopedia / Ин-т яз. народов России, Акад. естеств. наук Рос. Федерации; [Гл. ред. В. П. Нерознак]. — М.: Academia, 1994. — 116, [1] с. (автор статей об ижорском и водском языках).
- Улицы Москвы. Старые и новые названия: Топонимический словарь-справочник / Р. А. Агеева и др. — М.: Наука, техника, образование, 2003. — 336 с. — 5000 экз. — ISBN 5-9900013-1-2.
- Имена московских улиц. Топонимический словарь / Р. А. Агеева и др. — М.: ОГИ, 2007. — 608 с. — ISBN 5-94282-432-0.
- Вопросы географии. Сб. 132 : Современная топонимика / Отв. ред. А. В. Барандеев; [сост. Р. А. Агеева, А. А. Герцен]. — 2009. — 406 с.

### Некоторые статьи
- Пространственные обозначения и топонимы в заговоре как типе текста (На восточнославянском материале) // Аспекты общей и частной лингвистической теории текста. — М., 1982.
- Цветовые обозначения в онимах разных классов // Материалы к серии «Народы и культуры». — Вып. 25. Ономастика. Кн. 1, Ч. 1. — М., 1993.
- Синие камни в традиционной культуре восточных славян // Балто-славянские исследования — XX : Сб. науч. трудов. — М., 2019. — С. 207—236.